# Кольменар-дель-Арройо
Кольменар-дель-Арройо (ісп. Colmenar del Arroyo) — муніципалітет в Іспанії, у складі автономної спільноти Мадрид. Населення — 1446 осіб (2010).
Муніципалітет розташований на відстані близько 41 км на захід від Мадрида.
На території муніципалітету розташовані такі населені пункти: (дані про населення за 2010 рік)
- Кольменар-дель-Арройо: 1286 осіб
- Вальє-дель-Соль: 160 осіб

## Демографія
Динаміка населення (INE ):

## Галерея зображень

Розташування муніципалітету у автономній спільноті Мадрид